# Lunca Banului (gmina)
Lunca Banului – gmina w Rumunii, w okręgu Vaslui. Obejmuje miejscowości Broscoșești, Condrea, Focșa, Lunca Banului, Lunca Veche, Oțetoaia i Răducani. W 2011 roku liczyła 3501 mieszkańców.